# فورو سول
فورو سول (بالإنجليزية: Foro Sol), هو مكان لإقامة المناسبات الرياضية والحفلات الموسيقية، بني في عام 1993, داخل حلبة السباق ايتودرومو هيرمانوس رودريغيز (بالإسبانية: Autódromo Hermanos Rodríguez) في شرق مكسيكو سيتي. على بعد 10 دقائق من مطار مكسيكو سيتي الدولي.
بني اصلا لتنظيم الحفلات الموسيقية الكبيرة، ويمكن أن يستوعب ما يصل إلى 50000 شخصا. منذ العام 2000 تم استخدامه كملعب للبيسبول، بسبب ان ملعب البيسبول الوحيد في مكسيكو سيتي قد تم هدمه لبناء مركز تسوق.